# Kristoffer Huldt
Kristoffer Andreas Huldt, född 19 juli 1871 i Umeå, död 14 juni 1948 i Stockholm, var en svensk bergsingenjör och industriman.

## Biografi
Huldt blev student vid Uppsala universitet 1894 och utexaminerades från Bergsskolan vid Kungliga Tekniska högskolan 1894. Han tjänstgjorde som ingenjör vid Gällivare malmfält 1896–1899 och utförde även mätningar och undersökningar av Kirunavaara malmberg tillsammans med Hjalmar Lundbohm. Åren 1899–1903 var han gruvingenjör och disponent för Kantorps Gruv AB. Sistnämnda bolag tillhörde då AB Finspongs styckebruk, vilket 1903 uppdelades, så att järnverken vid Finspång, Lotorp och Graversfors med tillhörande gruvor och skogsegendomar övertogs av Stens bruks AB. Kristoffer Huldt var därefter detta bolags verkställande direktör till 1909, då han övertog motsvarande funktion för Guldsmedshytte AB och Stråssa Gruv AB samt 1910 för Herrängs Gruv AB, samtliga tillhörande dåvarande Norrlandsbankens intressesfär.
Under Huldts ledning rekonstruerades dessa bolag, men sedan de två förstnämnda bytt ägare lämnade han sina befattningar. År 1917 lämnade han även chefskapet för Herrängs Gruv AB. Han var en av initiativtagarna och stiftarna till Finspongs Metallverks AB och detta bolags verkställande direktör 1916–1919 och därefter styrelsens ordförande 1919–1926. År 1917 köpte han majoriteten i Kohlswa Jernverks AB och blev då ordförande i dess styrelse samt var 1922–1927 även bolagets verkställande direktör. Han var vidare verkställande direktör och styrelseordförande i Uttersbergs AB 1918-1920 samt vice verkställande och därefter verkställande direktör i Bolinders Mekaniska Verkstads AB 1927–1932. År 1935 blev han verkställande direktör i det av honom själv grundade AB Trelleborgs Linoleumindustri, en befattning han behöll fram till sin död.
Huldt blev 1918 en av initiativtagarna till Svenska exporttackjärnföreningen och var dess ordförande 1920–1934. Han var vidare vice ordförande i Svenska Teknologföreningen 1924–1925 och ordförande där 1926–1928 samt 1932–1933. Han var dessutom styrelseledamot i flera aktiebolag samt 1910–1935 av Sveriges allmänna exportförening, av Sveriges Industriförbund 1929–1934. Han inkallades även såsom sakkunnig för en del offentliga uppdrag och var bland annat ledamot av tull- och traktatkommittén 1919–1924.
År 1917 ansökte Huldt om bygglov för en tomt i Diplomatstaden. Projektet kom dock aldrig att genomföras, och bygglovet avskrevs 1923. På platsen kom istället Villa Josephson att uppföras 1926.
Kristoffer Huldt var son till bankkassören Herman Huldt och Ida, född Tunell. Han gifte sig första gången 1898 i Brännkyrka med Elin Johanna Torell (1873–1929), dotter till Otto Torell och andra gången 1930 i Paris med premiärdansösen Ebon Strandin (1894–1977). Kristoffer Huldt är begraven på Brännkyrka kyrkogård.